# Mase (rapper)
Mason Durell Betha (27 de Agosto de 1977), mais conhecido pelo seu nome artístico Mase (estilizado Ma$e), é um ex-rapper norte-americano.

## Biografia
Mase nasceu em Jacksonville, Florida em 27 de agosto de 1977. Cresceu sem saber quem é seu pai. Sua mãe fugiu de seu marido abusivo, e sai de casa com seus filhos para Harlem, Nova Iorque, quando Mason tinha apenas três anos de idade, no entanto voltou para a Flórida quando tinha 13 anos, devido a preocupações que ele estava se envolvendo com gente errada.

## Discografia

### álbuns de estúdio
- Harlem World (1997)
- Double Up (1999)
- Welcome Back (2004)

- Now We Even (TBA)

## Filmografia
| Ano  | Título    | Papel                   |
| ---- | --------- | ----------------------- |
| 1997 | All That  | 4 Temporada: Episodio 1 |
| 2005 | All Of Us | Frankie Betha           |